# Виллие, Яков Васильевич
Баронет Я́ков Васи́льевич Ви́ллие, Виллье (при рождении Джеймс Уайли; англ. Sir James Wylie, Bart., иногда также Виллие 1-й; 20 ноября 1768, Кинкардин-он-Форт, Шотландия — 2 марта 1854, Санкт-Петербург) — русский врач-хирург шотландского происхождения, лейб-хирург российского императорского двора, организатор военно-медицинского дела в российской армии; действительный тайный советник (1841). В 1808—1838 годах — президент Медико-хирургической академии.

## Биография
По происхождению — шотландец, сын пастора, обучался в Эдинбурге в 1786—1790 годы, в 1794 заочно получил степень доктора медицины в Абердине. В 1790 году прибыл в Россию. Начал службу военным врачом Елецкого полка в литовских и польских землях. Выдвинулся благодаря успешной операции над И. П. Кутайсовым в 1795 году. С 1799 года — лейб-хирург Павла I, подписавший свидетельство о смерти Павла от «апоплексического удара», затем лейб-хирург Александра I и Николая I.

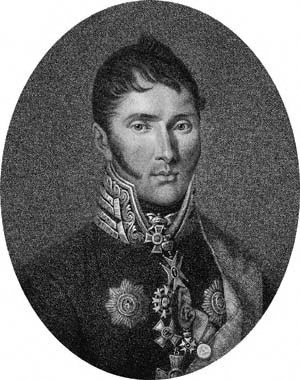
личный медик Александра I
Яков Васильевич Виллие
(Джеймс Уайли)

Внёс большой вклад в развитие военной медицины в России, в том числе разработал стройную систему оказания медицинской помощи в действующей армии в военное время. По отзывам его биографов, «едва ли найдётся хоть один уголок в области военно-медицинской службы, которого не коснулся неутомимый Виллие». Участвовал во всех войнах Российской империи в царствование Александра I, оказывая помощь раненым более чем в 50 сражениях (в их числе сражения при Смоленске, Бородино, Тарутино, Малоярославце, Вязьме, Красным, Лютцене, Бауцене, Кульме, Лейпциге, Париже).
Главный медицинский инспектор армии с 1806 года, директор медицинского департамента военного министерства (1812—1836). После битвы при Прейсиш-Эйлау лично оперировал М. Б. Барклая-де-Толли. В 1812 году — главный медик действующей армии, участник Бородинского сражения, на поле битвы лично произвел более 200 операций и оказал помощь князю Багратиону. В 1814 году по рекомендации императора Александра I был удостоен британским принцем-регентом титула баронета — единственного в России.
В 1808—1838 годы — президент Медико-хирургической академии. Оставил должность в 1838 году в связи с нападением студента академии на профессора. Издатель первого российского медицинского журнала (1811 — «Всеобщий журнал врачебной науки», 1823 — «Военно-медицинский журнал»).
Рескриптом короля Великобритании Георга III от 25 мая 1819 года Яков Васильевич Виллие был возведён в достоинство баронета, а 2 февраля 1824 года Яков Виллие признан баронетом в Российской Империи.
Жил на Английской набережной в доме 74. Завещал всё состояние на постройку Михайловской больницы. Построенная после его смерти больница, которая до Октябрьской революции называлась Клиническая больница баронета Виллие (Михайловская), была рассчитана на 150 больных, действовала в продолжение девяти учебных месяцев каждого года.
Похоронен на Волковском лютеранском кладбище.

## Семья
Племянник Виллие, тоже Яков Васильевич — Виллие 2-й (1794—1850) — был главным врачом военно-учебных заведений, лейб-медиком великих князей императорского дома. Брат, Уолтер Уайли, был шотландским судовладельцем, капитаном на линии Эдинбург — Петербург.
Другой племянник — Егор Васильевич (Георг) Виллие (1808—1884) — петербургский купец 1 гильдии.
Внучатый племянник — Михаил Яковлевич Виллие, сын Якова Виллие 2-го, русский художник-акварелист шотландского происхождения, действительный член Императорской Академии художеств.

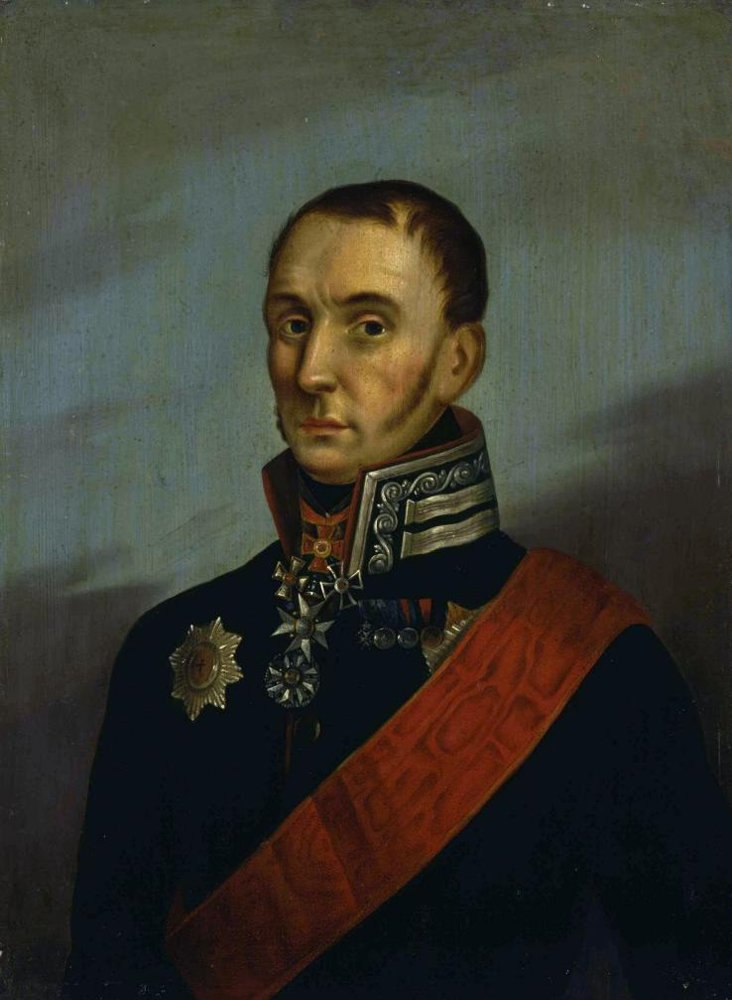
Портрет 1824 года

## Награды
- Бриллиантовый перстень с вензелем Е.И.В. (1804)
- Орден Святого Владимира 2-й степени (22.09.1812)
- Орден Святой Анны 1-й степени (23.07.1814, алмазные знаки этого ордена пожалованы 04.07.1821)
- Табакерка с бриллиантами и вензелем Е.И.В. (1826)
- Такая же табакерка с портретом Е.И.В. (1828)
- Орден Святого Александра Невского (25.06.1828, алмазные знаки этого ордена пожалованы 06.12.1838)
- Знак отличия за XL лет беспорочной службы (1834)
- Орден Святого Владимира 1-й степени (09.12.1840)
- Французский орден Почётного легиона, кавалерский крест (между 1807 и 1809)
- Прусский орден Красного Орла 2-й степени (1813)
- Австрийский орден Леопольда, командорский крест
- Баварский орден Гражданских заслуг Баварской короны, командорский крест
- Вюртембергский орден Короны, командорский крест
- Прусский орден Красного Орла 1-й степени (1835)

## Память
В 1859 году у здания Военно-медицинской академии в Санкт-Петербурге по проекту Давида Йенсена был установлен памятник президенту академии Я. В. Виллие. В советское время перенесён к зданию бывшей Михайловской больницы, построенной на средства лейб-хирурга.